# 청양교통
청양교통(靑陽交通)은 충청남도 청양군의 농어촌버스 회사이다. 청양군 농어촌버스를 단독 운행하고 있다.

## 연혁
- 1980년 12월 19일: 삼흥여객(현 삼흥고속) 청양영업소를 분사하여 설립하다.
- 2016년 일자 미상: 삼흥고속 계열에서 분리되다.

## 운행 노선
2014년 12월 기준이다.
| 운행업체 | 보유 노선수 | 면허 대수 | 등록 대수 |
| -------- | ----------- | --------- | --------- |
| 청양교통 | 43          | 23        | 18        |

## 차량 구성

#### 자일대우버스
- 자일대우 레스타
- 자일대우 NEW BS090

#### 현대자동차
- 현대 뉴 카운티
- 현대 그린시티